# قوزی (شهرستان آق‌سو)
قوزی (انگلیسی: Quzey) یک منطقه مسکونی در جمهوری آذربایجان است که در شهرستان آق‌سو واقع شده است.